# Улусой, Бюлент
Бюлент Улусой (тур. Bülent Ulusoy; род. 7 января 1978, Акабат) — турецкий боксёр, представитель средних и полусредних весовых категорий. Выступал за сборную Турции по боксу в период 1994—2008 годов, бронзовый призёр чемпионата мира, чемпион Европы, дважды чемпион Средиземноморских игр, победитель и призёр многих турниров международного значения, участник двух летних Олимпийских игр.

## Биография
Бюлент Улусой родился 7 января 1978 года в поселении Акабат провинции Коджаэли, Турция. Проходил подготовку в боксёрском клубе «Беледиеспор» в Трабзоне.
Дебютировал на международной арене в сезоне 1994 года, выиграв чемпионат Европы среди кадетов в Греции. Год спустя был лучшим на европейском юниорском первенстве в Венгрии.
Первого серьёзного успеха на взрослом международном уровне добился в 1997 году, когда вошёл в основной состав турецкой национальной сборной и побывал на Средиземноморских играх в Бари, откуда привёз награду бронзового достоинства, выигранную в полусредней весовой категории. Принял участие в чемпионате мира в Будапеште, однако уже на предварительном этапе выбыл из борьбы за медали, уступив колумбийцу Франсиско Кальдерону.
В 1998 году участвовал в чемпионате Европы в Минске, но попасть здесь в число призёров не смог, в четвертьфинале проиграл представителю Белоруссии Вадиму Мезге. Отметился победой на международном турнире «Золотой пояс» в Бухаресте.
Завоевал золотую медаль на европейском первенстве 2000 года в Тампере и благодаря череде удачных выступлений удостоился права защищать честь страны на летних Олимпийских играх в Сиднее — в категории до 67 кг благополучно прошёл первых двоих соперников по турнирной сетке, тогда как в третьем четвертьфинальном бою со счётом 10:19 потерпел поражение от молдаванина Виталия Грушака.
Спустившись в первый средний вес, в 2001 году Улусой одержал победу на Средиземноморских играх в Тунисе и стал бронзовым призёром мирового первенства в Белфасте, где на стадии полуфиналов был остановлен румыном Марьяном Симьоном.
В 2002 году выступил на чемпионате Европы в Перми, уступив в четвертьфинале первого среднего веса российскому боксёру Андрею Мишину.
В 2003 году побывал на чемпионате мира в Бангкоке, где уже в стартовом поединке проиграл титулованному кубинцу Лоренсо Арагону.
Находясь в числе лидеров боксёрской команды Турции, прошёл отбор на Олимпийские игры 2004 года в Афинах — на сей раз выиграл только один поединок категории до 67 кг, во втором бою на стадии 1/8 финала со счётом 23:9 был побеждён узбеком Шерзодом Хусановым.
После афинской Олимпиады Улусой остался в основном составе турецкой национальной сборной и продолжил принимать участие в крупнейших международных соревнованиях. Так, в 2005 году он одолел всех оппонентов на Средиземноморских играх в Альмерии и выступил на мировом первенстве в Мяньяне.
На европейском первенстве 2006 года в Пловдиве был остановлен россиянином Андреем Балановым.
Пытался пройти отбор на Олимпийские игры 2008 года в Пекине, но на европейской олимпийской квалификации в Пескаре выступил неудачно, остановившись уже в 1/8 финала.